# Бадер, Кристина Вальтеровна
Кристина Вальтеровна Бадер (нем. Kristina Bader, род. 10 ноября 1981, Ангрен, Ташкентская область) — российская и немецкая бобслеистка. Участница зимних Олимпийских игр 2002 года, чемпионка мира 2004 года.

## Биография
Кристина Бадер родилась 10 ноября 1981 года в городе Ангрен Ташкентской области Узбекской ССР (сейчас в Узбекистане).
Выступала в соревнованиях по бобслею за Вооружённые силы и Краснодар. В 2001 году выиграла чемпионат России по боб-стартам, в 2002 году стала чемпионкой России. Первыми тренерами Бадер были А. Никитин и А. Нарыжный. Впоследствии занималась под началом Семёна Макарова и Олега Сухорученко.
С 2001 года выступала за сборную России.
В 2002 году вошла в состав сборной России на зимних Олимпийских играх в Солт-Лейк-Сити. В соревнованиях пар вместе с Викторией Токовой заняла 8-е место, показав по сумме двух заездов результат 1 минута 39,27 секунды и уступив 1,51 секунды завоевавшим золото Джилл Баккен и Вонетте Флауэрс из США.
В 2003 году эмигрировала в Германию и стала выступать за её сборную, пропустив часть соревнований из-за процедуры смены спортивного гражданства.
В 2004 году завоевала золотую медаль на чемпионате мира по бобслею в Кёнигсзе. В соревнованиях двоек вместе с Зузи Эрдман показала по сумме двух заездов результат 3.24,81, опередив на одну сотую другой немецкий экипаж Сандры Кириасис и Ани Шнайдерхайнце-Штёкель.
Мастер спорта России международного класса.